# Музей современного искусства (Антверпен)
Музей современного искусства в Антверпене (нидерл. Museum van Hedendaagse Kunst Antwerpen, M HKA/MuHKA, фр. Musée d'Art contemporain d'Anvers) — художественный музей в бельгийском городе Антверпен, основанный в 1985 году и открытый в июне 1987 года — в перестроенном помещении бывшего зернохранилища в городском порту; основу музейной коллекции составило собрании фонда Гордона Матта-Кларка (Stiftung Gordon Matta-Clark) из 150 работ бельгийских и иностранных художников; музей обладает выставочной площадью в 4000 м² и управляется фламандским сообществом; регулярно проводит временные выставки.

## История и описание

### Создание
Еще в 1947 году мэр Антверпена Лоде Крейбек (François Lode Craeybeckx, 1897—1976) заявил, что хотел бы построить здание для проведения «культурной деятельности» в области современного искусства. В те года это оказалось неосуществимым по финансовым причинам — бюджет послевоенного Антверпена не мог позволить себе таких трат; но сама идея создания антверпенского музея современного искусства с тех пор не оставляла городские власти. И в 1966 году бельгийский архитектор Леон Стинен (Léon Stynen, 1899—1990) представил своё предложение о строительстве нового музея возле замка Стен. Когда данный проект не получил поддержки, Стинен в 1970 году представил новое предложение: он хотел воплотить в жизнь старый замысел Ле Корбюзье — «Musée à Croissance Illimitée» в антверпенском районе Linkeroever. Новый проект получил значительно большую поддержку, однако вместо «Левого берега» (Linkeroever) местом расположения музея был выбран музейный парк Мидделхайм (Middelheimpark). Все работы были прекращены после того, как парк был объявлен охраняемой зеленой зоной.
В 1970 году, по инициативе Министерства культуры Нидерландов, в бывшем королевском дворце «Paleis op de Meir» в Антверпене был создан международный культурный центр «Internationaal Cultureel Centrum» (ICC). Он стал первым во Фландрии государственным учреждением, посвящённым современному искусству; центр возглавил Людо Беккерс. В период между 1972 и 1981 годами ICC превратился в место встречи художников, экспертов и любителей искусства; сегодня он считается прямым предшественником музея, поскольку его архив, библиотека и видеотека были включены в MuHKA.
В 1977 году, по просьбе ICC, американский художник Гордон Матта-Кларка перестроил здание на набережной Ernest Van Dijckkaai, назвав его «Office Baroque». Когда всего через год Матта-Кларк неожиданно умер, директор ICC Флор Бекс (Flor Bex) предложил отдать дань уважения художнику и считать его работы основой для собрания нового музея современного искусства. Для поддержки проекта был создан фонд Гордона Матта-Кларка (Stichting Gordon Matta-Clark), занявшийся сбором необходимых финансовых средств. Многие художники как из Голландии, так и из-за рубежа — включая Роберта Раушенберга, Джима Дайна и Сола Левитта — пожертвовали фонду свои работы, чтобы создать базовую коллекцию для будущего музея.

### Строительство
Фламандское сообщество окончательно решило создать музей в 1982 году; в 1985 году на юге Антверпена было приобретено здание бывшего зернохранилища, имевшее 1500 м² потенциальной выставочной площади. MuHKA был официально учрежден 20 сентября 1985 года — торжественное открытие состоялось 20 июня 1987 года; «отправной точкой» музейных фондов стали около ста пятидесяти работ из собрания фонда Матта-Кларка. Бекс стал первым директором MuHKA, а первая выставка была посвящена творчеству самого Гордона Матта-Кларка.
Постепенно музей превратился в международный культурный центр: были организованы многочисленные выставки (как молодых, так и уже известных художников), а его коллекция ежегодно расширялась — за 15 лет коллекция была расширена примерно до семисот произведений современного искусства. Политика покупок была сосредоточена, главным образом, на работах, создававшихся начиная с 1970 года. Многие новые произведения приобретались практически сразу после их создания.
Барт де Баер был назначен новым директором музея в феврале 2002 года. В конце того же года музей представил свою новую выставочную политику: музей стал организовывать масштабную временную выставку на первом этаже, а презентацию своей коллекции стал проводить на верхних этажах. Акцент в покупках заметно сместился с бельгийского искусства на международное. Кроме того, в 2003 году было завершено слияние музея с Центром визуальной культуры (Centrum voor Beeldcultuur), что позволило расшить экспозицию — за пределы исключительно изобразительного искусства.
Музейное здание было перестроено в период с марта по сентябрь 2009 года. После повторного открытия аббревиатура названия также была изменена: с «MuHKA» на «M HKA». После реконструкции председатель совета директоров Wouter De Ploey заявил, что музей будет находиться на этом месте в течение последующих 10 лет, но он не исключил и возможный переезд. В 2013 году у музея появился филиал: в бывшей студии антверпенского художника Панамаренко, в районе Зеефук (Seefhoek) на севере города, открылся «Дом Панамаренко» (Panamarenko-huis); здание было подарена художником музею в 2002 году. В период между пожертвованием и открытием филиала, здание было отремонтировано и реконструировано.

### Переезд
В 2017 году музей вновь закрылся на несколько месяцев для проведения ремонтных работ: в его помещениях была создана библиотека. Кроме того было частично перестроено внутреннее пространство, что было необходимо для создания дополнительного места для архива. В феврале 2018 года музея официально объявил, что переедет на место Антверпенского апелляционного суда: современного здание суда, построенное в 1973 году, будет снесено — его заменит новый музейный комплект. Вскоре был организован архитектурный конкурс и министр культуры Свен Гац (Sven Gatz) заявил, что «новый музей откроется в 2024 году». Сегодня в музейных фондах хранится более 4750 работ, созданных почти 700 художниками.